# Electron Gamma Shower
Electron Gamma Shower(EGS) とは、任意の幾何配置の数keVから数100GeVまでの電子・光子のモンテカルロ輸送計算を目的とした汎用コードである。 元々はSLAC国立加速器研究所により開発されたものだが、1980年代前半よりカナダ国立研究機構 (NRC) と高エネルギー加速器研究機構 (KEK) が開発に携わるようになった。
EGSコードのオリジナル版の開発はEGS4で打ち切られた。その後継としては、NRCによりメンテナンスされているEGSnrcと、KEKによりメンテナンスされているEGS5がある。

## EGSnrc
EGSnrc は 1keV - 10GeV の粒子について電子光子輸送のモンテカルロシミュレーションを行うことを目的とした汎用ソフトウェアツールキットである。放射線関連分野において世界的に広く利用されている。 EGSnrc の実装では荷電粒子輸送や原子散乱の散乱断面積のデータの正確度・精度が向上している。 荷電粒子多重散乱アルゴリズム (charged particle multiple scattering algorithm) を採用することで正確度を犠牲にせずステップサイズを大きくすることが可能になった。このアルゴリズムは EGSnrc が高速なシミュレーションを実現する上で重要な特徴となっている。 加えて EGSnrc には egs++ と呼ばれる C++のクラスライブラリが含まれる。egs++ を用いて、幾何配置や放射線源について詳細なモデル化をすることができる。
EGSnrc はオープンソースであり、 GitHub において AGPLライセンス のもと頒布されている。ユーザーサポートを行うGoogle+コミュニティも存在している。
EGSnrc の最も有名な活用例としてはOMEGAプロジェクトの一部としてNRCとウィスコンシン大学マディソン校が共同で開発したBEAMnrcがある。 BEAMnrc を用いるとあらゆる種類の医療用加速器をモデル化することが可能である。